# Josef Mysliveček
Josef Mysliveček (ur. 9 marca 1737 w Pradze, zm. 4 lutego 1781 w Rzymie) – czeski kompozytor działający we Włoszech.

## Życie, kariera, sukcesy
Urodzony jako jeden z dwóch braci bliźniaków, synów bogatego młynarza, dziedzicznego dzierżawcy Mateja i jego żony Anny w Dubovým Mlýnie na wyspie Kampa na Maléj Stranie; jego brat miał na imię Jáchym, a wedle innych František. Zasobność ojca pozwoliła bliźniakom na naukę w szkole dominikańskiej przy kościele świętego Galla, a potem w kolegium jezuickim Clementinum literatury, matematyki, śpiewu i muzyki, w szczególności skrzypiec. Josef okazał się wybitnym skrzypkiem i talentem muzycznym.
Obaj bracia wyuczyli się na czeladników młynarskich w ciągu trzech lat i zostali przyjęci do cechu młynarskiego. W 1749, gdy mieli po dwanaście lat, zmarł zaraziwszy się nieoczekiwanie gorączką tyfoidalną ich ojciec, a matka po dwóch latach wdowieństwa wyszła ponownie za mąż. Jáchym pozostał w zawodzie młynarskim, a Josef, od dawna czując, że jego przeznaczeniem jest muzyka, nadal ją studiował, najpierw u Habermanna, a potem u uwielbianego kompozytora Segera. W 1761 ostatecznie zdecydował oddać całe przedsięwzięcie ojcowskie bratu, ośmielony znakomitym sukcesem swoich pierwszych sześciu symfonii wydanych w Pradze. Zatytułowane były one nazwami pierwszych sześciu miesięcy roku, a dedykowane hrabiemu Vincentowi von Waldsteinowi.
Dzięki stypendium na studia muzyczne w Wenecji uzyskanym u hrabiego Vincenta von Waldsteina Mysliveček wyjechał studiować kompozycję u Giovanniego Battisty Pescettiego (1706–1766) i prędko osiągnął najwyższe sukcesy, najpierw wystawiając w Parmie swoją operę Medea przy współpracy legendarnej sopranistki Lucrezii Aguiari (występującej pod pseudonimem 'La Bastardella’), z którą Mysliveček wszedł w dłuższy związek miłosny, zwłaszcza zaś dzięki swojej operze La Semiramide w 1765 w Bergamo, a sławę jego poświadcza nadanie mu przydomka Boskiego Czecha (‘divino Boemo’); czasem znów nazywano go „Venatorini” (dosłownie „myśliwski”).
Jego opera Il Belerofonte odniosła równie wspaniały sukces rok później (20 stycznia 1767) na dworze w Neapolu i tryumfowała w całych Włoszech: premiera w Neapolu uświetniona była znanymi solistami, uczestniczył tenor Anton Raaff (1714–1797) i sopranistka Caterina Gabrielli (1730–1797), z którą Mysliveček miał romans. Sukces tego dzieła przyniósł od razu nowe zamówienie dla dworu królewskiego w Neapolu, a kolejna opera Farnace była tryumfalnym sukcesem. W tym czasie Mysliveček był najlepiej opłacanym kompozytorem operowym we Włoszech. W Portugalii skopiowano w całości 18 jego oper (kolekcja Ajuda przechowała je do dziś), a w Paryżu, Londynie i Amsterdamie wydawano jego opery drukiem, co nie było bynajmniej powszechne w tamtych czasach.
Znaczenie miało spotkanie Myslivečka z młodym Mozartem w 1770 w Bolonii, gdzie Mysliveček został od 15 maja 1771 członkiem Accademia Filarmonica. Obserwować to można w podobieństwach stylu (np. oratorium Abramo e Isacco Myslivečka przypisano mylnie Mozartowi) i co poświadcza sam Mozart pisząc w liście do domu o Myslivečku: „Emanuje od niego ogień, duch i żywotność”; Mozart, co więcej, zaaranżował arię Myslivečka 'Ridente la calma’ KV 152 (K⁶ 210a) na sopran z akompaniamentem fortepianu; Mozart zaprzyjaźnił się z Myslivečkiem i z tego między innymi powodu często bywał w Pradze.
Sława Myslivečka trwała przez około 12 lat i oklaskiwano go wzdłuż i wszerz całej Europy: Monachium, Wiedeń, Praga, Rzym, Lizbona, ciesząc się jego trzydziestoma operami.
Sława jego zaczęła gasnąć wraz z w postępującą chorobą, której pierwsze objawy wystąpiły w 1775. Leczenie powstałej gangreny (a może rany syfilitycznej) spowodowało paraliż twarzy i mimo zgody na usunięcie nosa, Mysliveček nie powrócił do zdrowia i straciwszy pieniądze umarł osamotniony, zubożały i zapomniany w Rzymie, gdzie też Mr Barry (według innych Sir Brady), życzliwy mu Anglik, uczeń i przyjaciel, sprawił mu pogrzeb na cmentarzu przy kościele San Lorenzo in Lucina w Rzymie. Grób Myslivečka nie przetrwał do dziś.

## Dzieła

### Muzyka wokalna

#### Msze
- Paerum elegans D-dur (1772);
- Messa D-dur (ca. 1772);
- Litanei D-dur (ca. 1777);
- Requiem eis-moll.

#### Psalmy i inne utwory kościelne
- Veni sponsa Christi g-moll (1771);
- Beatus Bernardy B-dur (ca. 1772);
- Ave splendus caeli G-dur;
- Laudate Dominum w F-dur;
- Salve Regina w F-dur.

#### Oratoria
- Il Tobia (1769, Padwa);
- Il pellegrini al sepolcro (Pielgrzymi u Grobu),(1770, Padwa, zaginiona);
- Adamo ed Eva (24 maja 1771, Florencja);
- Betulia liberata (1771, Padwa, zaginiona);
- Giuseppe risconosciuto (Józef rozpoznany)(ca. 1771, Padwa, zaginiona);
- La passione di Gesù Cristo (1773, Florencja);
- La liberazione d’Israel (1775, Praga, zaginiona);
- Isacco, figura del redentore (Izaak wyobrażenie Odkupiciela),(1776, Florencja; 1777 Monachium).

#### Kantaty
- Il parnasso confuso (ca. 1765, Praga)
- Narciso al fonte (1768, Padwa, zaginiona);
- Cantata per S.E. Marino Cavalli (1768, Padwa, zaginiona);
- Cantata pro omni solenitate (1769, Praga);
- Alceste e Fileno (prima del 1770, Praga);
- 6 Cantate a 3 voci (Neapol, zaginione);
- L’Elfrida (1774, Florencja, zaginiona);
- Enea negl’elisi ovvero Il tempio dell’eternita (1777, Monachium, zaginiona);
- Armida (ca. 1779);
- Ebbi non ti smarrir;
- La tempesta;
- 3 notturni.

#### Opery
Opery są spisane w porządku chronologicznym; skrót PR stoi za „premiera”.
- Medea (1764, Parma, Teatro Ducale)
- La Semiramide (Libretto: Metastasio, PR: 1766, Bergamo);
- Il Bellerofonte (Libretto: G. Bonechi, PR: 20 gennaio 1767, Napoli, Teatro San Carlo);
- Farnace (Libretto: A.M. Lucchini, PR: 4 listopada 1767, Napoli, Teatro San Carlo);
- Il trionfo di Clelia (Libretto: P. Metastasio, PR: 26 grudnia 1767, Torino, Teatro Regio);
- Il Demofoonte (Libretto: P. Metastasio, PR: 1769, Wenecja, Teatro San Benedetto);
- L’Ipermestra (Libretto: P. Metastasio, PR: 1769, Florencja);
- La Nitteti (Libretto; P. Metastasio, PR: 1770, Bolonia);
- Motezuma (Libretto: V.A. Cigna-Santi, PR: 23 stycznia 1771, Florencja, Teatro della Pergola);
- Il gran Tamerlano (Libretto: A. Piovene, PR: 26 grudnia 1771, Milano, Teatro Regio Duc);
- Romolo ed Ersilia (Libretto: P. Metastasio, PR: 13 sierpnia 1773, Napoli, Teatro San Carlo);
- Antigona (Libretto: G. Roccaforte, PR: 26 grudnia 1773, Turyn, Teatro Regio);
- La clemenza di Tito (Libretto: P. Metastasio, PR: 26 grudnia 1773, Wenecja, Teatro San Benedetto);
- Atide (Libretto: T. Stanzani, PR: 1774, Padwa);
- Artaserse (Libretto: P. Metastasio, PR: 13 sierpnia 1774, Neapol, Teatro San Carlo);
- Il Demofoonte (Libretto: P. Metastasio, PR: 20 stycznia 1775, Neapol, Teatro San Carlo);
- Ezio (Libretto: P. Metastasio, PR: 5 czerwca 1775, Neapol, Teatro San Carlo);
- Adriano in Siria (Libretto: P. Metastasio, PR: 1776, Florencja, Teatro Cocomero);
- Ezio (Libretto: P. Metastasio, PR: 1777, Monachium);
- La Calliroe (Libretto: M. Verazi, PR: 30 maja 1778, Neapol, Teatro San Carlo);
- L’Olimpiade (Libretto: P. Metastasio, PR: 4 listopada 1778, Neapol, Teatro San Carlo);
- La Circe (Libretto: D. Perrell, PR: 1779, Wenecja, Teatro San Benedetto);
- Il Demetrio (Libretto: P. Metastasio, PR: 13 sierpnia 1779, Neapol, Teatro San Carlo);
- Armida (Libretto: G. Migliavacca, PR: 26 grudnia 1779, Mediolan, Teatro della Scala);
- Medonte (Libretto: G. de Gamerra, PR: Karnawał 1780, Rzym, Teatro Argentina);
- Antigono (Libretto: P. Metastasio, PR: Wiosna 1780, Rzym, Teatro delle Dame).

#### Melodramy
Theoderich und Elisa (ca. 1778)

### Muzyka na orkiestrę

#### Symfonie
- Sinfonia w C-dur, 1762;
- 6 sinfonie a quattro op. 1 (re maggiore, sol maggiore, do maggiore, fa maggiore, sol minore, re maggiore), 1764;
- 3 sinfonie (re maggiore, mi bemmolle maggiore, si maggiore = uwertura da „Il tronfi di Celia”), 1769;
- 3 sinfonie (fa maggiore, re maggiore, sol maggiore), prima del 1770;
- 6 sinfonie a 8 (re maggiore = overtura da „Semiramide”, sol maggiore, do maggiore, fa maggiore, si maggiore, mi bemolle maggiore), przed 1771;
- 6 sinfonie a 8 (re maggiore, fa maggiore, la maggiore = uwertura do Alceste e Fileno, C-dur, sol maggiore = uwertura do „Il parnaso confuso”, re maggiore), przed 1771;
- Sinfonia in re maggiore, ca. 1771;
- Sinfonia in mi bemolle maggiore ca. 1771;
- 3 sinfonie (fa maggiore, re maggiore, do maggiore), ca. 1771;
- Sinfonia in re maggiore, ca. 1771;
- 4 overture (do maggiore, la maggiore, fa maggiore, re maggiore, si maggiore, sol maggiore), 1772;
- 6 sinfonie (sol maggiore, mi bemolle maggiore, la maggiore, mi maggiore, re maggiore, si maggiore), ca. 1775 (przearanżowane również jako kwartety);
- 6 sinfonie (re maggiore, si maggiore, sol maggiore, mi bemolle maggiore, do maggiore, fa maggiore, zaginione), 1776-77;
- 6 sinfonie da orchestra (re maggiore = uwertura do „Antigona”, sol maggiore = uwertura do „Ezio” (1775), re maggiore = uwertura do „Il Demofoonte” (1775), si maggiore = uwertura do „Artaserse”, re maggiore = uwertura do „Il Demetrio” (1773), re maggiore = uwertura do „Adriano in Siria”);
- Sinfonia re maggiore = overtura da „La Calliroe”;
- 6 sinfonie (re maggiore, fa maggiore, si maggiore, mi bemolle maggiore, sol maggiore, do maggiore), ca. 1778;
- 2 overture (re maggiore, fa maggiore);
- Sinfonia in do maggiore;
- 2 sinfonie (fa maggiore, sol maggiore);
- Sinfonia in fa maggiore;
- Sinfonia in re maggiore.

#### Koncerty
- Concerto per violino in do maggiore, ca. 1769;
- 6 concerti per violino (mi maggiore, la maggiore, fa maggiore, si maggiore, re maggiore, sol maggiore = Pastorale), ca. 1772;
- Concerto per violino in do maggiore, ca. 1772;
- Concerto per violino in do maggiore, prima del 1775;
- Concerto per violino in si maggiore (niekompletny);
- Concerto per violoncello in do maggiore (rearanżacja koncertu na skrzypce);
- Concerto per flauto in re maggiore;
- 2 concerti per clavicembalo (si maggiore, fa maggiore);
- 6 concertoni per 2 clarinetti, 2 corni, fagotto solo und archi (zaginione), ca. 1774-78.

### Muzyka kameralna

#### Sonaty na instrumenty solowe
- 3 sonate per violino e basso (sol maggiore, do maggiore, fa maggiore);
- 2 sonate per violino e basso (la maggiore, si maggiore);
- Sonata per violoncello e basso in do maggiore, 1770 (zaginiona).

#### Tria
- 6 trii per 2 violini e basso continuo (la maggiore, sol minore, fa maggiore, mi bemolle maggiore, si maggiore, do maggiore), 1767 (zaginione N. 4 – 6);
- 6 Sonate a tre op. 1 (do maggiore, la maggiore, re maggiore, fa maggiore, la maggiore, mi bemolle maggiore), 1772;
- 6 trii orchestrali per 2 violini e violoncello (N. 1 – 4 = N. 1-4 delle sonate a tre, sol maggiore, si maggiore), 1772;
- 6 sonate per 2 violini e basso continuo op. 4 (do maggiore, sol maggiore, mi bemolle maggiore, la maggiore, si maggiore, fa maggiore), 1772;
- 4 trii (la maggiore, fa maggiore, re maggiore, sol maggiore);
- 3 trii (mi maggiore, fa maggiore, sol maggiore);
- 6 trio per 2 flauti e basso continuo op. 5 (sol maggiore, do maggiore (perduto), la minore, mi minore, re maggiore (perduto), si maggiore);
- 6 trii per flauto, violino e violoncello (re maggiore, sol maggiore, do maggiore, la maggiore, fa maggiore, si maggiore);
- Trio per corno, violino e basso continuo in mi bemolle maggiore (perduto);
- 6 sonate per 2 violoncelli e basso continuo (la maggiore, re maggiore, sol maggiore, fa maggiore, do maggiore, si maggiore);
- Cassazione per 2 clarinetti e corno.

#### Kwartety
- 6 quartetti d’archi op. 3 (la maggiore, fa maggiore, si maggiore, sol maggiore, mi bemolle maggiore, do maggiore), 1768-69;
- 6 quartetti d’archi op. 1 (mi bemolle maggiore, do maggiore, re maggiore, fa maggiore, si maggiore, sol maggiore), 1778;
- 6 quaretti a 2 violini, viola e basso (do maggiore, fa maggiore, si maggiore, mi bemolle maggiore, sol maggiore, la maggiore);
- 6 quartetti d’archi (sol maggiore, mi bemolle maggiore, la maggiore, mi maggiore, re maggiore, si maggiore), ca. 1775;
- Quartetto/sestetto per 2 corni (ad libitum) e quartetto d’archi in sol maggiore.

#### Kwintety
- 6 sinfonie concertanti ossia quintetti op. 2 (si maggiore, mi maggiore, sol maggiore, la maggiore, re maggiore, do maggiore), con l’aggiunta di 2 corni ad libitum, 1767;
- 6 quintetti d’archi (sol maggiore, mi bemolle maggiore, do maggiore, la maggiore, fa maggiore, si maggiore), ca. 1773;
- 6 quintetti per oboe o flauto e quartetto d’archi (si maggiore, re maggiore, fa maggiore, do maggiore, la maggiore, mi be molle maggiore, do maggiore, la maggiore, mi bemolle maggiore), ca. 1777;
- 6 quintetti per 2 oboi, 2 corni e fagotto (re maggiore, sol maggiore, mi bemolle maggiore, si maggiore, fa maggiore, do maggiore), 1774-76;
- Cassazione per 2 clarinetti, 2 corni e basso continuo in si maggiore.

#### Oktety
- 3 ottetti per fiati (mi bemolle maggiore, mi bemolle maggiore, si maggiore), 1774-76.

### Muzyka na instrumenty klawiszowe
- 6 facili divertimenti per clavicembalo o fortepiano (fa maggiore, la maggiore, re maggiore, si maggiore, sol maggiore, do maggiore), 1777;
- 6 facili lezioni per clavicembalo o fortepiano (do maggiore, si maggiore, la maggiore, sol maggiore, fa maggiore, re maggiore);
- Sonata per tastiera in do maggiore.

### Sonaty na skrzypce
- 6 sonate per fortepiano o clavicembalo con un accompagnamento per un violino (mi bemolle maggiore, re maggiore, do maggiore, si maggiore, sol maggiore, fa maggiore), 1775;
- 6 sonate per fortepiano o clavicembalo con un accompagnamento per un violino (re maggiore, fa maggiore, mi bemolle maggiore, sol maggiore, si maggiore, mi bemolle maggiore) ; 1777;
- 6 sonate per fortepiano o clavicembalo con un accompagnamento per un violino (re maggiore, sol maggiore, do maggiore, si maggiore, fa maggiore, do maggiore).

## Wybrane nagrania płytowe
- Pro Arte Antiqua Praha – „Josef Myslivecek – String Quintets” – Quintetto I in G, Quintetto II in Eb, Quintetto III in C, Quintetto IV in A, Quintetto V in F, Quintetto VI in Bb, Sinfonia a 4 Voci in Eb
- Ensemble Vox Aurea – „J. Myslivecek – String Quartets” – Quartetto I in Do magg., Quartetto II in Sol magg., Quartetto III in Fa magg., Quartetto IV in La magg., Quartetto V in Sib magg., Quartetto VI in Mib magg.
- Concerto Koln – „Il divino boemo – Josef Myslivecek – Symphonies” – Ouverture in A major, Sinfonia in F major, Sinfonia in C major, Sinfonia in G major, Sinfonia in E flat major, Sinfonia in C major, Concertino in E flat major
- Magdalena Kozena: mezzo-soprano, Prague Philarmonia, Dir. Michel Swierczewski – „Le belle immagini: Arie di Mozart, Gluck, Myslivecek” – 'Chi per pietà mi dice – Deh, parlate, che forse tacendo’ (da „Abramo e Isacco”), 'Sarò qual è il torrente’ (da „Antigona”), 'Dunque Licida ingrato – Più non si trovano’ (da „L’Olimpiade”), 'Che non mi disse un dì!' (da „L’Olimpiade”)
- The Reicha Trio – „A. Reicha: Grand Trio, J. Myslivecek: Trio, V. Pichl: Divertimento” – Trio in Re magg. per Flauto, Violino e Violoncello
- J. Širc, R. Širc: Violoncelli; V. Hoskavec: Contrabbasso; R. Hugo: Cembalo – „Josef Myslivecek – Six Sonatas for Two Cellos and Bass” – Sonata A-dur, Sonata D-dur, Sonata G-dur, Sonata F-dur, Sonata C-dur, Sonata B-dur
- Virtuosi di Praga – „Josef Myslivecek – Sinfonia in C-Cello Concerto-Aria in Dis-Octet for Wind” – Octet in E flat major for Wind, No. 1; Concerto in C major for Cello and Orchestra, Aria in Dis „Quod est in igne calor” for Soprano, French Horn Obbligato and Orchestra, Sinfonia in C major
- Accademia Farnese – „Mislievecek – Sei Trii per Flauto, Violino e Violoncello” – N. 1 in Re magg., N. 2 in Sol magg. N. 3 in Do magg., N. 4 in La magg., N. 5 In Fa magg., N. 6 in Sib magg.
- Czech Chamber Soloist – „Josef Myslivecek – Quintetti per archi” – Quintetto I in G, Quintetto II in Eb, Quintetto III in C, Quintetto IV in A, Quintetto V in F, Quintetto VI in Bb
- Prague Chamber Orchestra – „Josef Myslivecek – Sinfonias – Sinfonia in B, Sinfonia in G, Sinfonia in F, Sinfonia in F, Sinfonia in B, Sinfonia in G
- L’Orfeo Bläserensemble – „Josef Myslivecek – Complete Wind Octets & Quintets” – Quintetti I-VI, Ottetti I-III